# Apple M2
El M2 és un system on a chip (SoC) basat en l'arquitectura ARM dissenyat per Apple Inc. per a la línia d'ordinadors Mac i tauletes iPad, usat com a unitat de processament central (CPU). M2 és el successor del M1 i segona generació en l'arquitectura ARM. Va ser anunciat el 22 de junt del 2022 i s'implementa al MacBook Air (M2, 2023) i MacBook Pro (13 polzades, M2, 2023). L'M2 està fabricat per l'empresa TSMC en tecnologia de 5nm i conté 20 mil milions de transistors, un 25% més que la versió anterior M1. Memòria fins a 24 GB de RAM, 8 nuclis de CPU i 10 nuclis de GPU.
Comparativa entre M1 i M2:
| Paràmetre             | M1            | M2                  |
| --------------------- | ------------- | ------------------- |
| Tecnologia            | 5nm           | 5nm de 2ª generació |
| Nuclis CPU            | 8             | 8                   |
| Nuclis GPU            | 7/8           | 8/10                |
| NPU                   | 11 TeraFLOPS  | 15,8 TOPS           |
| Memòria RAM           | 16 GB LPDDR4X | 24 GB LPDDR5        |
| Amplada Banda memòria | 68 GBps       | 100 GBps            |
| Freqüència CPU        | màx 3,2 GHz   | màx 3,4 GHz         |

| Paràmetre             | M2 Pro              | M2 Max              |
| --------------------- | ------------------- | ------------------- |
| Tecnologia            | 5nm de 2ª generació | 5nm de 2ª generació |
| Nuclis CPU            | 12                  | 16                  |
| Nuclis GPU            | 32                  | 32                  |
| NPU                   |                     |                     |
| Memòria RAM           |                     |                     |
| Amplada Banda memòria |                     |                     |
| Freqüència CPU        |                     |                     |

| Paràmetre             | M2 Ultra            | M2 Extrem           |
| --------------------- | ------------------- | ------------------- |
| Tecnologia            | 5nm de 2ª generació | 5nm de 2ª generació |
| Nuclis CPU            | 24                  | 48                  |
| Nuclis GPU            | 48/64               | 96/128              |
| NPU                   |                     |                     |
| Memòria RAM           |                     |                     |
| Amplada Banda memòria |                     |                     |
| Freqüència CPU        |                     |                     |